# A New and United Guyana
A New and United Guyana (ANUG) ist eine Partei in Guyana.

## Geschichte
Die Partei wurde im Januar 2019 gegründet. Das Hauptziel ist Shared Governance (Verteilung politischer Eigenverantwortung), zusammen mit Armutsbekämpfung, Regulierung der Ölindustrie und Kampf gegen den Klimawandel.
Die Partei kandidierte in den Wahlen 2020 mit Ralph Ramkarran als Präsidentschaftskandidat. Sie errang 2.313 Stimmen und gewann damit einen Shared Seat im Parlament durch die Allianz mit The New Movement und der Liberty and Justice Party.
Am 13. Juli 2021 veranstaltete ANUG ihren zweiten Parteitag mit den Wahlen der Funktionäre. Gewählt wurde Timothy Jonas als Vorsitzender, Ralph Ramkarran als Generalsekretär, Althia King als Assistant General Secretary und Kian Jabour als Organizing Secretary.
Die 10 Mitglieder des Committees sind Alex D’Aguiar, Stephen Patterson, Mark deFrance, Celina Kishna, Bruce Camacho, Mary Correia, Niall Stanton, Javeed Ally, Bhavita Sukh und
Dirk Walker.